# How I Met Your Mother
How I Met Your Mother (bra: Como Eu Conheci Sua Mãe; prt: Foi Assim que Aconteceu) é uma sitcom estadunidense da CBS, criada por Carter Bays e Craig Thomas. Estreou no dia 19 de setembro de 2005 e a temporada 2013-14, sua nona edição, é a última, encerrando-se em 31 de março de 2014, após 208 episódios. A série mostra Ted Mosby em 2030 narrando aos seus filhos a história de como conheceu a mãe deles.
Conhecido por sua estrutura única e humor excêntrico, How I Met Your Mother recebeu críticas positivas na maior parte de suas nove temporadas e ganhou um status cult ao longo dos anos, com milhões de fãs. O seriado foi indicado para 24 prêmios Emmy até então, ganhando sete. Em 2013, Alyson Hannigan ganhou como Atriz de Comédia Favorita pelo Público. Em 2012, sete anos depois de sua estreia, a série ganhou na categoria de Seriado de Comédia Favorito pelo Público, e Neil Patrick Harris ganhou o prêmio de Ator de Comédia Favorito pelo Público.
How I Met Your Mother começou a ser exibida no Brasil pelo canal Fox Life em 4 de janeiro de 2006, e deixou de ser exibida em maio de 2010. Estreou em Portugal pelo canal Fox Life em fevereiro de 2008, depois foi exibido pelo canal Fox Portugal e agora é exibido pela Fox Comedy. Voltou a ser exibida no Brasil no dia 2 de junho de 2012, desta vez com dublagem, na grade da Fox Brasil.
No Brasil, começou a ser exibida em rede aberta e em horário nobre pela Rede Bandeirantes em 2 de janeiro de 2014, e depois passou a ser exibida de madrugada pelo canal a partir de 22 de fevereiro de 2015, e entre 2014 e 2021, foi exibida no Brasil pelo Sony Channel., atualmente a série é exibida no Brasil pelo canal Star Channel.
Também se encontra disponível no serviço de streaming Star+, que em 2024 teve toda sua biblioteca migrada para o Disney +, quando os dois serviços se juntarem em um só.

## Produção

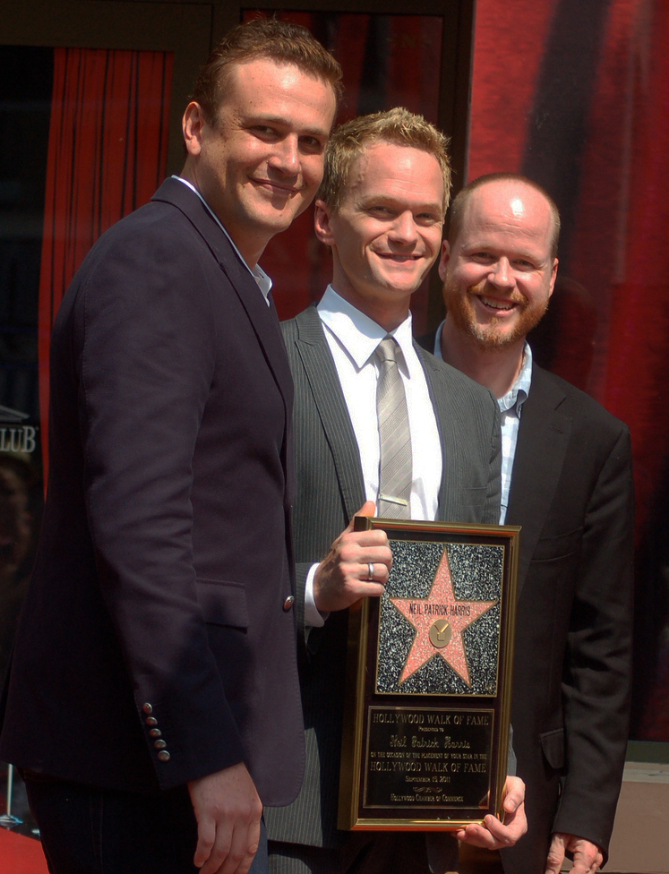
Jason Segel, Neil Patrick Harris e Joss Whedon em uma cerimônia na qual Harris recebeu uma estrela na Calçada da Fama de Hollywood, em setembro de 2011.

A ideia de How I Met Your Mother foi vagamente inspirada em Carter Bays e Craig Thomas; segundo os produtores, "Foi uma ideia para escrever sobre os nossos amigos e as coisas estúpidas que fizemos em Nova York". Eles já haviam trabalhado como produtores do Late Show with David Letterman, e também de outros programas. Os dois levaram em conta sua amizade na criação dos personagens. Ted é vagamente baseado em Carter Bays, e Marshall e Lily são vagamente baseados em Craig Thomas e sua esposa. A esposa de Thomas, Rebecca, foi inicialmente relutante em ter um personagem baseado nela, mas aceitou caso eles pudessem ter Alyson Hannigan para interpretá-la. Hannigan estava procurando um trabalho de comédia para fazer e estava disponível. Josh Radnor e Jason Segel, que atuam como Ted e Marshall respectivamente, eram desconhecidos. O papel de Barney foi inspirado em John Belushi. Neil Patrick Harris ganhou o papel depois de ter sido convidado para uma audição da série, do produtor Megan Branman. Pamela Fryman convidou Bob Saget para ser o narrador da sitcom, como o Ted do futuro, explicando-lhe que o show seria como The Wonder Years, porém do futuro para o passado.
Mais tarde, Bays e Thomas contaram que uma atriz muito famosa recusou o papel de Robin, e então lançaram Cobie Smulders, também uma desconhecida até então. Bays e Thomas completaram "Graças a Deus escolhemos Cobie, por um milhão de razões... Quando Ted está vendo-a pela primeira vez, a América está vendo-a pela primeira vez também". Ted é rejeitado por Robin no piloto da série, tendo inclusive no final do episódio a confirmação de que ela não é a mãe, o que, segundo Thomas, foi feito para que o show seja diferente do "será que sim ou será que não" de Ross e Rachel em Friends.
MacLaren's Pub, um bar no centro de Nova York, local constante na série, é vagamente baseado em quatro bares favoritos de Bays, Thomas e outros produtores. O nome do bar é do assistente de Carter Bays, chamado Carl MacLaren, lembrando que o bartender na série também se chama Carl.
Cada episódio geralmente é produzido durante três dias no "Los Angeles-based estúdio Soundstage 22" geralmente com mais de 50 cenas entre transições rápidas e flashbacks. No entanto, o episódio "Pilot" foi filmado em "CBS Radford". A trilha das risadas é criada mais tarde através da gravação em uma sala em que está sendo mostrado o episódio já editado. Thomas afirma que a gravação diante de uma plateia ao vivo seria impossível por causa da estrutura do seriado que contém os inúmeros "flashforwards" e porque isso seria "borrar a linha entre 'público' e 'produção'". Após algumas temporadas, a sitcom começou a filmar na frente de uma plateia de vez em quando, especialmente quando grupos menores eram usados.
A música tema é "Hey Beautiful" do The Solids, dos quais Bays e Thomas são membros. Os episódios da 1ª Temporada ainda iniciam com os créditos e o tema de abertura. A partir da segunda temporada, a série inicia já com a exibição do episódio, deixando os créditos para depois. Os espectadores, então, ocasionalmente veem Ted falando com os seus filhos que estão em um sofá. Às vezes, cenas de episódios anteriores ou flashes de Nova York com Ted narrando sobre a imagem são mostrados. Thomas disse que o Ted do futuro é um narrador confiável, mesmo que ele esteja tentando contar uma história que aconteceu há mais de 20 anos, este tem sido um ponto da trama em vários episódios como "The Goat", "Oh Honey", "How I Met Everyone Else" e "The Mermaid Theory". No entanto, Thomas também enfatizou que a manutenção deste método deve ser coerente e consistente, tentando assim evitar erros de continuidade.
A cena relacionada à revelação da identidade da mãe e que envolve os futuros filhos de Ted, interpretados por Lyndsy Fonseca e David Henrie, que vemos no sofá foi filmada próxima ao início da 2ª Temporada. Isso foi feito porque os atores eram adolescentes quando houve a primeira filmagem e até o fim da série já estarão adultos, o que os descaracterizaria.
Durante a greve dos roteiristas dos Estados Unidos de 2007–2008, How I Met Your Mother parou a produção, mas, quando a greve terminou, o show retornou no dia 17 de março de 2008, com nove novos episódios. A mudança no horário de exibição da série também foi feita. A CBS renovou a série para uma quarta temporada no dia 14 de maio de 2008, que estreou em 22 de setembro de 2008.
Em setembro de 2008, foi anunciado que a Lifetime Television havia comprado o direito de transmitir novamente How I Met Your Mother ao valor de cerca de 725,000 dólares por episódio. O contrato de distribuição de quatro anos estipulou que o estúdio deveria distribuir pelo menos 110 episódios até o ano de 2010, e estipulou até oito temporadas. Até o final da quarta temporada apenas 88 episódios haviam sido produzidos, sendo assim, mais 22 episódios eram necessários, garantindo que haveria uma quinta temporada. Em 19 de maio de 2009, a renovação para a quinta temporada foi anunciada. Em 20 de maio de 2009, a CBS anunciou que How I Met Your Mother voltaria a ser transmitida às 20 horas nos EUA. Em 12 de janeiro de 2010, o programa atingiu a marca de seu 100º episódio. Também foi anunciado que a série iria voltar para uma sexta temporada na CBS.
Em 13 de setembro de 2010, as reprises da série começaram a ser exibidas em emissoras locais de televisão aberta dos Estados Unidos.
Uma tradição da série envolve o uso de eufemismos para questões culturalmente sensíveis. Estes incluem "comer um sanduíche" para fumar maconha, "polegar pra cima" para dar o dedo do meio, bem como "tocar gaita" para atos sexuais. Esses eufemismos, entre outros, têm sido amplamente utilizados durante toda a série e até mesmo são usados como temas centrais da trama.
Em 4 de março de 2011, a CBS anunciou que o show foi renovado para mais duas temporadas.
Embora membros do elenco e produção tenham afirmado que o seriado não iria ter mais do que oito temporadas, uma nona temporada foi confirmada em dezembro de 2012, em meio a tensas negociações com os estúdios e os atores, especialmente Jason Segel, que está consolidado em seu trabalho nos cinemas. Durante as negociações, Bays e Thomas estavam tratando a oitava temporada como se fosse a última, mas também tinham um "Plano B" caso o show fosse renovado. Depois da renovação confirmada, os planos foram em frente para lançar secretamente a mãe na série. Cristin Milioti acabou ganhando o papel, em uma audição com outras duas candidatas. Milioti apareceu pela primeira vez nos ultimos segundos da oitava temporada, no episódio "Something New", e está confirmada como nova adição ao elenco protagonista.

## Enredo
A série gira em torno da vida de Ted Mosby e dos seus amigos, que é narrada pelo próprio aos seus filhos, 25 anos mais tarde. Bob Saget, como Ted Mosby do futuro, conta então aos filhos as histórias e peripécias que o levaram a conhecer a mãe deles. As outras personagens principais são Marshall Eriksen, Robin Scherbatsky, Lily Aldrin e Barney Stinson.
Em 2005, aos 27 anos, o jovem Ted Mosby (Josh Radnor), após o seu melhor amigo, Marshall Eriksen (Jason Segel), ficar noivo, decide finalmente ir em busca da sua cara-metade. Com gestos românticos questionáveis, Ted conhece Robin Scherbatsky (Cobie Smulders), no bar que costumavam frequentar, MacLaren's Pub. Após uma série de eventos, Robin passa a pertencer ao grupo de amigos de Ted: Barney, Marshall, e sua noiva, Lily, que namoram desde o primeiro ano da faculdade.
No dia 11 de janeiro de 2010, a série alcançou os 100 episódios com o episódio "Girls vs Suits".
How I Met Your Mother é uma série que sempre recebeu boas críticas, tendo, inclusive, recebido importantes prêmios durante todo o tempo em que esteve no ar. Já ganhou 7 Emmy Awards de 24 nomeações, incluindo a nomeação para o prêmio "Melhores Séries de Comédia" em 2009 e o prêmio de "Seriado de Comédia Preferido pelo Público" em 2012.
Ponto bastante interessante de How I Met Your Mother, é a forma como a série é conduzida. Uma vez que a história se faz por uma narração, feita por Ted Mosby no futuro, os roteiristas utilizam bem dos artifícios oriundos desse tipo de escrita. Narrações são construídas com base em relatos, testemunhos, ou seja, estão sempre sujeitas as emoções do interlocutor no momento em que ele vivencia a ação ou, quando mais tarde, analisa tal ação com juízos de valores agora diferentes, ademais, mentiras são aceitas, pois não se trata a narração de um retrato fiel do passado. Inúmeras vezes nos deparamos com os personagens atuando de forma surpreendente e impossível, é possível citar como exemplos: quando o Marshall pula do terceiro andar de seu prédio, sem qualquer dificuldade, e quando a Robin dá um mortal com uma bicicleta de criança passando em cima de alguns carros. Concluindo, o espectador nunca sabe o que virá pela frente e se o que está vendo realmente aconteceu daquela forma, ou até mesmo, se chegou a acontecer.
Em 2014, a série chegou ao fim, na 9ª Temporada e com 208 episódios. Cristin Milioti participou do elenco protagonista da temporada final.

## Elenco

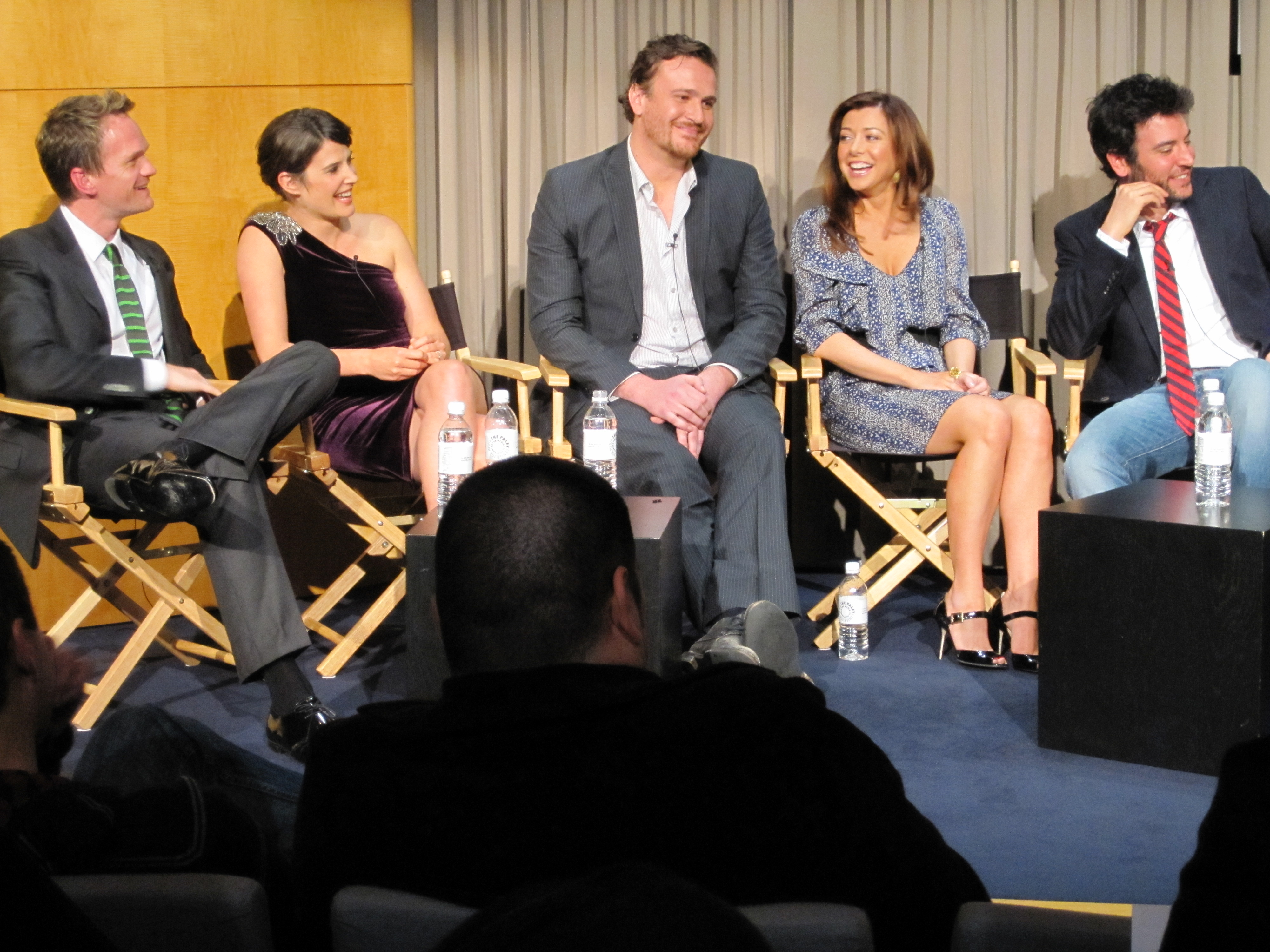
Elenco em evento comemorativo
ao centésimo episódio de How I Met Your Mother

- Josh Radnor como Ted Mosby, um arquiteto e o personagem central da série. Ted se mudou para Nova York com seus amigos Marshall e Lily depois de se formar pela Universidade de Wesleyan. Em Nova York, ele conheceu Barney (no banheiro do MacLaren's Pub) e Robin, que passou a fazer parte do grupo. Ted está em busca de felicidade e da "The One" (A Primeira), a mulher que vai se casar. Ted é o mais maduro do grupo, preferindo ser mais elegante e tendo interesses mais maduros do que seus amigos. Ele vai para festas e encontros com a ideia de encontrar a mulher de sua vida, mas todos seus relacionamentos tem problemas depois de algum tempo. Apesar dessas qualidades, Ted age imaturamente por muitas vezes, tais como a participação em atividades loucas com Barney. Ele é um grande fã de Star Wars e cita esses filmes muitas vezes, além de frequentemente mencionar seu poeta favorito, o chileno Pablo Neruda. Ted é de Cleveland, Ohio, mas considera-se um verdadeiro nova-iorquino, mostrando um enorme ódio pelo estado vizinho e "rival", Nova Jersey. Até que ele finalmente encontra o amor da sua vida, que é visto pela primeira vez no season finale da temporada 8.
- Cobie Smulders como Robin Scherbatsky, uma âncora de um jornal nacional e a primeira namorada com quem Ted teve uma relação séria. Robin migrou do Canadá para ter um emprego em um programa de notícias e conheceu Ted no MacLaren's Pub. Embora seu relacionamento com Ted não tenha dado certo, eles continuaram amigos íntimos por grande parte do tempo. Sua descendência canadense é uma fonte de muitas piadas por parte de seus amigos, especialmente Barney. Robin é uma moça independente e de personalidade forte ao qual deixou sempre claro que nunca quis ter um compromisso, isso arriscaria seu trabalho como jornalista e lhe poupasse de entrar em algo mais sério, mais tarde fazendo com que Barney se apaixone por ela por serem tão semelhantes. Logo após entram em um relacionamento que os leva a se casar. Na 2ª Temporada, é revelado que quando era adolescente, ela era uma estrela pop sob o nome artístico, ‘Robin Sparkles’, e tinha uma canção chamada Let's Go to The Mall. Mais tarde, ela virou punk com o nome de ‘Robin Daggers’. Seu nome completo, Robin Charles Sherbatsky Jr. é revelado na 4ª Temporada, no episódio "Happily Ever After", um nome masculino explicado pelo fato de que seu pai, também Robin, estava desapontado por não ter um filho.
- Neil Patrick Harris como Barney Stinson, um "bro" de Ted que trabalha em uma função chamada "PLEASE", no GNB. Devido ao abandono que sofreu de seu pai na infância, Barney tem problemas com isso e se apega muito a seus amigos. Ele é um playboy que usa sua riqueza para seduzir as mulheres para sexo com nenhuma intenção de se envolver em um relacionamento. Barney é um dos dois do grupo que são realmente de Nova York (Lily é a outra). Ele se apaixona por Robin e os dois estão noivos e, apesar de que a história foi revelada apenas até cerca de 56 horas antes do casamento, sabemos que o casamento vai acontecer, pois no final do episódio 13 da 8ª Temporada, vemos Robin dançando com seu pai na recepção do casamento.
- Alyson Hannigan como Lily Aldrin, uma professora de séries infantis e esposa de Marshall. Lily é a "líder" do grupo, sempre está lá para resolver conflitos ou para oferecer um ombro para seus amigos chorarem. Barney trata Lily como uma confidente, porém ela é péssima em manter segredos. Lily por muitas vezes é manipuladora, persuadindo seus amigos para obter seus resultados desejados. Ela conheceu Marshall na faculdade e eles estão juntos desde então, se separando apenas uma vez. Embora pareça tão doce e bonita, Lily é bastante brava e com instintos sexuais aflorados, além de ter desejos semelhantes aos de Barney. Durante a 7ª Temporada, ela fica grávida de Marshall e tem seu primeiro filho, Marvin Waitforit Eriksen. Assim como Barney, ela é de Nova York.
- Jason Segel como Marshall Eriksen, o melhor amigo de Ted (afirmação muitas vezes contestada por Barney). Marshall é casado com Lily, pela qual se apaixonou desde o seu primeiro ano de faculdade. Marshall e Lily servem como inspiração para Ted para encontrar o seu verdadeiro amor. Marshall, como Ted, nasceu fora de Nova York (St. Cloud, Minnesota), mas considera a cidade sua casa. Seu sonho de ser um advogado ambiental foi interrompido pois ele não tinha dinheiro suficiente para pagar seu casamento com Lily, então ele trabalhou com Barney no GNB e lamentou a cada momento por isso.
- Cristin Milioti como A Mãe (The Mother)/A Garota do Guarda-Chuva Amarelo/Tracy McConnell (a partir da 9º Temporada), a futura mulher de Ted Mosby. A história de como Ted conheceu A Mãe é o dispositivo de enquadramento por trás da série; muitos fatos sobre ela são revelados ao longo da série, incluindo o fato de que Ted, uma vez inadvertidamente furtou seu guarda-chuva amarelo antes de acidentalmente deixá-lo para trás em seu apartamento.

## Episódios
| Temporada | Temporada | Episódios | Episódios | Originalmente exibido  | Originalmente exibido | Espectadores (em milhões) | Espectadores (em milhões) |
| Temporada | Temporada | Episódios | Episódios | Estreia da temporada   | Final da temporada    | Estreia                   | Final                     |
| --------- | --------- | --------- | --------- | ---------------------- | --------------------- | ------------------------- | ------------------------- |
|           | 1         | 22        | 22        | 19 de setembro de 2005 | 15 de maio de 2006    | 10,94                     | 8,64                      |
|           | 2         | 22        | 22        | 18 de setembro de 2006 | 14 de maio de 2007    | 10,48                     | 9,90                      |
|           | 3         | 20        | 20        | 24 de setembro de 2007 | 19 de maio de 2008    | 8,12                      | 7,99                      |
|           | 4         | 24        | 24        | 22 de setembro de 2008 | 18 de maio de 2009    | 9,79                      | 8,73                      |
|           | 5         | 24        | 24        | 21 de setembro de 2009 | 24 de maio de 2010    | 9,09                      | 8,18                      |
|           | 6         | 24        | 24        | 20 de setembro de 2010 | 16 de maio de 2011    | 8,79                      | 7,15                      |
|           | 7         | 24        | 24        | 19 de setembro de 2011 | 14 de maio de 2012    | 11,00                     | 8,58                      |
|           | 8         | 24        | 24        | 24 de setembro de 2012 | 13 de maio de 2013    | 8,84                      | 8,57                      |
|           | 9         | 24        | 24        | 23 de setembro de 2013 | 31 de março de 2014   | 9,40                      | 13,13                     |

## Sinopse das temporadas

### 1ª Temporada
No ano de 2030, Ted Mosby (dublado por Bob Saget) senta com a sua filha (Penny Mosby) e seu filho (Luke Mosby) para contar-lhes a história de como ele conheceu a mãe deles.
A série começa em 2005, com Ted (Josh Radnor), um arquiteto em Nova York, com 27 anos de idade, seus dois melhores amigos de seus anos de faculdade, Marshall Eriksen (Jason Segel), um estudante de direito, e Lily Aldrin (Alyson Hannigan), uma professora do jardim de infância e aspirante a artista. Lily e Marshall namoram há quase nove anos, quando Marshall finalmente a pede em casamento, o que faz Ted pensar sobre casamento e encontrar sua alma gêmea, para grande desgosto do seu melhor auto-nomeado amigo, Barney Stinson (Neil Patrick Harris), que ele conheceu no banheiro em um bar, quatro anos antes. Barney é um serial mulherengo que inventa jogos elaborados, geralmente envolvendo fantasias e identidades falsas, projetados para levar mulheres para cama, que ele perde o interesse imediatamente depois.
Ted começa sua busca por sua alma gêmea perfeita e encontra uma jovem e ambiciosa repórter do Canadá, Robin Scherbatsky (Cobie Smulders), por quem rapidamente se apaixona. Robin, no entanto, não quer se apressar em um relacionamento e os dois decidem ser amigos. No futuro, Ted revela que Robin não é a mãe depois de se referir a ela como "tia Robin".
Ted começa a namorar uma confeiteira, Victoria (Ashley Williams), com quem se reúne no casamento de um amigo, fazendo com que Robin fique com ciúmes e perceba que ela tem sentimentos por Ted. Victoria ganha uma bolsa de estudos em uma confeitaria e muda-se para a Alemanha, então ela e Ted tentam um relacionamento à distância. Quando Ted descobre sobre os sentimentos de Robin, ele diz que rompeu com Victoria. Eles quase iam tendo relações sexuais quando Victoria telefona e Robin atende, confundindo o telefone de Ted pelo dela própria. Ted e Victoria se separam, e com raiva, Robin se distância de Ted, mas, eventualmente, se reconciliam e resolvem namorar.
Enquanto isso, Lily começa a se perguntar se ela perdeu todas as oportunidades por causa de seu relacionamento com Marshall, e decide seguir uma Bolsa de Artes em São Francisco, rompendo com Marshall no processo. A temporada termina com Ted voltando para o apartamento, pela manhã, depois de passar a noite com Robin, pela primeira vez, para encontrar Marshall sentado na chuva com o anel de noivado de Lily, devastado por sua ruptura repentina.

### 2ª Temporada
Ted e Robin são agora um casal, por sua vez, um Marshall com coração partido tenta continuar sua vida sem Lily. Depois de sofrer vários colapsos emocionais, os amigos de Marshall interveem e Barney, usando frases de efeito e xavecos espertos, tenta fazer com que Marshall volte a namorar. Mais tarde, Lily, depois de finalmente perceber que ela não estava destinada a ser uma artista, retorna a Nova Iorque. Sem rever Marshall, eles permanecem separados, enquanto ele se encontra com outra mulher. Em seguida, os dois retomam o noivado. Quando Robin se recusa a ir ao shopping ou explicar por que, Marshall suspeita que ela é casada, e Barney suspeita que ela já se apresentou em filmes adultos. Eles apostam nisso, e nomeiam Lily como a "Comissionária da Aposta do Tapa" (Slap Bet Commissioner). Lily supervisiona a busca pela verdade, quando eles descobrem que Robin era uma estrela pop adolescente no Canadá chamada ‘Robin Sparkles’, e Marshall finalmente ganha o direito de dar um tapa em Barney cinco vezes sempre que ele quiser. É revelado que Barney tem um meio-irmão gay e negro, chamado James (Wayne Brady) e, sem saber que sua mãe mentiu para ele, ele acredita que Bob Barker é seu pai. Por isso, ele viaja para a Califórnia para ser um competidor no programa de televisão "O Preço Certo" para encontrar seu "pai". Enquanto no show, Barney ganha todos os prêmios e os dá a Lily e Marshall como um presente de "feliz casamento" precoce.
No final da temporada, Ted revela a Barney que ele e Robin terminaram o relacionamento por algum tempo devido a seus pontos de vista conflitantes sobre casamento e filhos. Eles não contaram a ninguém, a fim de evitar desviar a atenção do casamento de Lily e Marshall. A temporada termina com Barney animado com a perspectiva de Ted e ele serem homens solteiros na cidade novamente, e termina a temporada com Barney dizendo "isto vai ser legen... espera um pouquinho...".

### 3ª Temporada
Barney começa a temporada com a palavra "...dário!". Robin retorna de uma viagem à Argentina com seu novo namorado, Gael (Enrique Iglesias), e Ted deve se ajustar à vida como apenas um amigo dela, enquanto assistia a bajulação de Robin e Gael. Marshall e Lily decidem se mudar por conta própria, se apaixonando por um lugar que não podem pagar. Robin descobre a enorme dívida dos cartões de crédito de Lily devido a sua compra compulsiva de marcas de grife, e força Lily a dizer a Marshall. Apesar disso, eles são capazes de finalmente, assegurar o apartamento de seus sonhos, só para descobrir que ele está em uma localização ruim e mais mal construído do que eles pensavam (o piso é inclinado). Barney leva um tapa pela terceira vez na Ação de Graças, apelidado por Marshall de "Slapsgiving" (Estapeação de Graça).
Ted diz a seus filhos que ele conheceu sua mãe através de uma história a respeito de seu guarda-chuva amarelo. Ele encontra o guarda-chuva em um clube e leva para casa depois de participar de uma festa de Dia de São Patrício onde sua futura esposa estava, embora eles não se encontram. Ted tenta conquistar Stella (Sarah Chalke), uma dermatologista que ele vê para remover uma tatuagem de borboleta embaraçosa. Isso culmina em um memorável "encontro de dois minutos", que incorpora uma pequena conversa, jantar, um filme, café, duas voltas de táxi, e um beijo de boa noite, tudo dentro de dois minutos. Robin dorme com Barney depois que ele a conforta após um rompimento com um amor do passado canadense; Ted fica furioso e decide parar de ser amigo de Barney. Enquanto isso, uma mulher desconhecida começa a sabotar as tentativas de Barney para conquistar outras mulheres. Sua sabotadora é revelada ser Abby (Britney Spears), recepcionista de Stella, com uma vingança contra ele por não falar mais com ela depois que eles fizeram sexo.
No final da temporada, Ted sofre um acidente de carro e acaba no hospital. Em seguida Barney é atropelado por um ônibus no caminho para visitá-lo e acaba recebendo tratamento no mesmo hospital. Ted percebe que Barney realmente se preocupa com ele e renova sua amizade. É revelado que Barney tem verdadeiros sentimentos por Robin, enquanto Ted pede Stella em casamento em um arcade.

### 4.ª Temporada
Stella diz "sim" a proposta de Ted. Robin tem um novo trabalho no Japão, mas rapidamente se demite e retorna a Nova York, para assistir ao casamento de Ted, depois de perceber o quanto ela sente falta de seus amigos. Stella deixa Ted no altar para reatar com Tony (Jason Jones), o pai de sua filha. Barney luta contra seus sentimentos por Robin enquanto sua empresa o transfere para a equipe de gestão de uma nova aquisição, a Goliath National Bank (GNB), onde Marshall aceitou uma posição também.
Marshall e Lily mudam para seu novo apartamento e debatem sobre se estão ou não prontos para terem filhos. Robin se torna companheira de quarto de Ted e consegue um emprego como uma âncora para um programa de notícias após Barney enviar seu vídeo-currículo. Ted e Robin decidem dormir juntos constantemente para que eles não briguem por causa dos maus hábitos de convivência de cada um. Barney tenta fazê-los parar de brigar e acaba revelando a Ted seu amor por Robin.
Ted descobre que Lily sabotou todas as suas relações com qualquer pessoa que ela não aprova e, indiretamente, pode ter inspirado o seu rompimento com Robin. Robin e Ted acabam falando sobre isso, causando em sua amizade um novo começo que se desloca em direção a uma nota positiva. Depois de Barney finalmente dormir com a mulher 200 (e esfregar na cara do valentão de sua infância que zombava dele e o perseguia), ele começa a questionar o propósito do restante de sua vida, deixando-o mais certo de seus sentimentos por Robin.
Ted esbarra em Stella e Tony. Ted e Tony conversam e mais tarde Tony decide visitá-lo, simpatizando com Ted sobre a perda de Stella. Tony oferece a ele um emprego como professor de arquitetura, que Ted inicialmente recusa.
No episódio final, Robin descobre que Barney a ama, e inicialmente se recusa a comprometer-se, mas após uma relação sexual, eles aparentemente finalizam a temporada juntos. Ted decide que ser um arquiteto o está levando a lugar nenhum e, finalmente, decide de vez se tornar um professor universitário. O último episódio termina com Ted preparando-se para dar sua primeira aula, e o Futuro Ted revelando a seus filhos que uma das mulheres da classe é a mãe deles.

### 5.ª Temporada
Ted começa seu trabalho como professor de arquitetura, de pé no meio de uma sala de aula - embora a mãe estivesse presente, ele acaba numa aula de economia na sala de aula errada. Barney e Robin tiveram uma relação complicada durante todo o verão no qual Lily os trancou em um quarto, forçando-os a entrar em um acordo sobre o relacionamento. Depois de uma fase difícil eles decidem se separar. Robin descreve dessa forma ao invés de "dois amigos voltarem a ficar juntos". Barney imediatamente volta para seus velhos hábitos, usando sua agenda para marcar com as mulheres. Ao longo da temporada, Barney e Robin mostram sentimentos de pesar sobre o rompimento.
Ted namora uma estudante chamada Cindy (Rachel Bilson) e é revelado que sua companheira de quarto será a  futura esposa de Ted. Robin encontra Don Frank, o novo co-âncora em seu programa de TV. Embora ela não gosta dele inicialmente, os dois começam a namorar e ela vai morar com ele. No final da temporada eles se separam quando Don aceita um emprego em Chicago - um trabalho que Robin já havia recusado para ficar em Nova York, com Don. Marshall usa seu quarto tapa em Barney, novamente no dia de Ação de Graças. Ted compra uma casa que mais tarde se revelou ser a futura casa de Ted e seus filhos.
Lily e Marshall ainda estão em dúvida sobre ter filhos. Depois de assistir a quatro sósias de seu grupo (Robin Lésbica, Marshall Bigodudo, Stripper Lily e o Mexicano Lutador Ted), eles decidem deixar a grande decisão com a "infinita sabedoria" do universo e começar a tentar quando eles virem o sósia do Barney. No final da temporada, Barney se disfarça para fazer sexo com uma garota de todos os países do mundo, e Lily e Marshall confundem-o com o sósia final. Quando Marshall descobre, ele decide não contar a Lily, temendo que ela vá querer esperar ainda mais para ter filhos. Lily finalmente descobre e decide esperar. No final da temporada, Lily pensa ter visto o sósia do Barney como um vendedor de cachorro-quente, o que faz com que o grupo perceba que ela está vendo o que ela quer e dá força. Barney concorda que os bebês não são uma ideia estúpida e Lily e Marshall devem ir adiante. A temporada termina com Lily pedindo a Marshall para "colocar um bebê na minha barriga".

### 6.ª Temporada
Na abertura da temporada, Ted vê Cindy novamente com uma garota que ele pensa ser sua colega de quarto, mas ela acaba por ser namorada de Cindy e mais tarde elas se casam. Após tanta insistência de Barney, Ted é contratado pelo GNB mais uma vez como o arquiteto da nova sede do banco, que foi originalmente desmantelada na 4ª Temporada. No entanto, ele encontra oposição quando conhece Zoey Pierson (Jennifer Morrison), uma mulher que está protestando contra o GNB para a seleção de um hotel decrépito, o Arcadian, a ser demolido para a sede. Ao longo da temporada, Ted se encontra várias vezes eventualmente com Zoey, e acabam começando um relacionamento depois que ela se divorcia de seu marido rico. No fim, eles se separam, já que Ted decide colocar sua carreira e amigos sobre o amor que sente por Zoey, levando a demolição do Arcadian. Mesmo com Zoey ter o perdoado por ter escolhido a demolição ao invés dela, ele decide que não quer mais voltar a namorar com Zoey.
Tendo concordado em conceber um bebê no final da temporada anterior, Lily e Marshall continuam fazendo sexo, esperando que ela possa engravidar. Por volta do Natal, eles têm um falso alarme e depois procuram um especialista de fertilidade, temendo que eles tenham algum problema para conseguirem conceber um filho. O especialista em fertilidade, Dr. Stangel, acaba por ser o doppelgänger de Barney, cumprindo sua promessa com o universo em relação à sua decisão de ter um filho. No entanto, a tragédia chega quando o pai de Marshall morre, deixando-o arrasado e precisando de seus amigos para conforta-lo. Marshall tenta superar a morte de seu pai e viver novamente. Apesar da promessa de Lily de trabalhar mais para o seu futuro, Marshall se demite da GNB, para seguir seu sonho de ser um advogado ambiental. Depois da demissão, Zoey também o contrata como seu advogado, pois aproveita que Marshall está com raiva da GNB, por ter atrapalhado que ele consiga o trabalho do seus sonhos, no entanto, se tornou uma batalha inútil para salvar o Arcadian. No final da temporada, Lily revela que ela está grávida.
Barney finalmente admite para o grupo que Bob Barker não é seu verdadeiro pai. Barney descobre isso quando sua mãe decide vender a casa em que ele cresceu com sua mãe e seu irmão e James encontra seu verdadeiro pai, sendo assim, Loretta oferece a identidade do pai de Barney em uma folha de papel, mas Barney depois de perceber os esforços que sua mãe fez para criá-lo, ele recusa saber a verdadeira identidade de seu pai. No entanto, quando acontece o funeral do pai de Marshall, Barney diz a Loretta que quer conhecer o seu pai, e mais pra frente, um homem chamado Jerry Whittaker, bate em sua porta. Ele se apresenta sendo o seu pai e Barney percebe que o havia conhecido na sua infância, como seu tio. Barney, se lembra de Jerry como um homem amante da diversão e fica decepcionado depois de descobrir que agora seu pai levava uma vida comum e tranquila. Embora ele tente trazer de volta velhos comportamentos de Jerry e não conseguir, Barney acaba admitindo que ele quer sossegar um dia. Ele também é apresentado à Nora, um colega de trabalho de Robin, por quem ele acaba tendo sentimentos. Depois da primeira briga, os dois terminam e no final da temporada se reencontram e Barney a convida para tomar um café.
Robin continua a trabalhar em seu talk show, Come On, Get Up, New York!, mas a presença da sua nova co-âncora faz ela desistir do emprego. Depois, ela é aceita como uma pesquisadora em outro programa, chamado World News Ampla. O grupo também descobre mais de seu passado, como ela sendo a estrela pop, Robin Sparkles. Robin também encontra um homem (Michael Trucco), que ela teve uma paixão secreta desde a primeira vez em que o viu, porém, ela ainda estava namorando com Ted, e o Ted do Futuro fala que mais para frente, "nós" vamos saber mais sobre ele.
Durante a temporada, é mostrado que Ted, Marshall e Lily estão em um casamento, e no último episódio, revela-se que o noivo é o Barney.

### 7 ª Temporada
A sétima temporada abre com outro flashforward, em que Ted está ajudando Barney a se preparar para seu casamento com uma noiva ainda desconhecida. No presente, Marshall consegue um emprego de advogado ambiental, enquanto Lily progride com a sua gravidez. Barney consegue provar à Nora que ele pode ser um bom namorado para ela, enquanto Robin acaba revelando que ainda tem sentimentos por Barney. Robin agride uma mulher e leva um mandato para fazer terapia, até que seu terapeuta Kevin (Kal Penn) torna-se atraído por ela, quebrando seu código de ética. Eles começam a namorar.
Enquanto relembram do Furacão Irene, é revelado que Lily e Marshall tinha concebido o bebê no apartamento de Barney, e Barney e Robin acabam dormindo juntos. Barney e Robin ambos percebem que eles fizeram e decide romper com seus parceiros. No entanto, reneges Robin sobre o negócio, retornando para o Kevin e deixando Barney sozinho e de coração partido. Marshall e Lily decidem que querem ir para Long Island, depois dos avós paternos de Lily oferecer-lhes a sua casa lá. Eles se mudam de volta a Nova York depois de perceberem que a vida suburbana não é para eles.
Robin recebe um susto sobre gravidez na Ação de Graças e diz a Barney que o filho é dele, sabendo que, ela e Kevin não tinha dormido juntos naquele momento. No entanto, o médico de Robin informa que ela não pode ter filhos, o que a devasta, porém, ela lentamente chega a um acordo com a notícia. Kevin propõe Robin em casamento, enquanto ela o ama e está pronta para o compromisso, ela revela que não pode ter filhos e que ela não quer filhos de qualquer maneira, então, eles se separam. Logo depois, Robin diz a Ted tudo o que aconteceu, só que ele professa seu amor por ela. Ele revelou ser a última vez que ele declara seu amor por alguém que não seja a sua futura esposa. Robin logo admite que ela não o ama. Alguns tempos depois, Marshall pede para ela sair do apartamento de Ted, para ele finalmente seguir em frente com sua vida amorosa. Ted dá seu apartamento para Lily e Marshall, porque ele acredita que não conseguia parar de pensar em Robin, enquanto vivia lá.
Barney começa a namorar Quinn, uma stripper que atua sob o nome de "Karma". Quando a turma descobre através de Ted, que quebrou um "broath" de Barney para não contar a ninguém sobre sua profissão, eles começam a se meter em seu relacionamento. Isto é revelado para ser um set-up, com Quinn agindo como uma namorada louca e Barney sendo covarde em sua direção. Quinn acaba indo morar com Barney e Ted compra antigo apartamento de Quinn. Robin é eventualmente oferecido o trabalho âncora que ela queria e, posteriormente, alcança reconhecimento após impedir um helicóptero que está voando de bater. Ela revela a Ted que ela está se mudando para outro apartamento.
Lily, preocupada que Marshall esteja muito estressado com o próximo nascimento em mãos, organiza para Barney de "sequestrar" Marshall para um cassino, onde Marshall começa a ficar muito bêbado. Enquanto isso, Ted decide consertar suas diferenças com Robin. Lily entra em trabalho de parto e freneticamente, chama Barney e Marshall. Marshall ainda no casino bêbado, acabou desligando o telefone. Quando Barney atende, ele descobre que Lily está no trabalho de parto, então, ele promete ajudar Marshall chegar ao hospital, desde que Barney possa escolher o nome do meio do bebê. Depois de muitas tentativas para escapar do cassino, Marshall chega em tempo para o parto de Lily. Por causa de sua promessa de Barney, Marshall e Lily tiveram de nomear seu filho de Marvin Waitforit Eriksen.
Marshall e Lily começam a sua nova família com seu bebê. Barney pede Quinn em casamento, através de um fiasco aeroporto, depois que ela lhe conta que ela largou o emprego, e ela aceita. Ted, depois de sua conversa com Robin sobre sua vida amorosa, chama Victoria para ver se ele ainda tem uma chance com ela, mesmo que ela vai se casar. Ela deixa seu noivo por Ted e vai para fora ver o pôr do sol com ele. Depois de pensar um pouco, Ted finalmente decide ir com ela.
A temporada termina com um flashforward com o casamento de Barney, no qual, a temporada começou, onde Robin é revelada como a noiva de Barney.

### 8.ª Temporada
A temporada começa com Ted visitando Robin no dia do seu casamento com Barney, o que o faz lembrar de outra história, o dia em que ele e Victoria fugiram do casamento dela para ficarem juntos. O verão é narrado com todos desfrutando de seus namoros (Ted e Victoria, Barney e Quinn, Lily e Marshall e Robin e Nick) No entanto, isto ruma para o que é apelidado pelo Ted do futuro como "O Outono das Separações", já que ele e Victoria se separam devido a sua amizade com Robin. Barney e Quinn se separam devido às sua incapacidades de confiar uns nos outros. Robin rompe com Nick quando ela percebe o quão estúpido ele realmente é.
Enquanto isso, Marshall e Lily tentam se acostumar com a vida de pai e mãe, o que acaba afastando o casal de seus amigos por um breve tempo. Em determinado momento, o pai de Lily, Mickey, aparece e se torna babá de Marvin, o que deixa o casal com mais tempo para passar com seus amgos. O Capitão (ex-marido de Zoey, ex-namorada de Ted) liga para Ted, e embora Ted se preocupe em vê-lo novamente, ele descobre que o Capitão queria oferecer um emprego como consultor de arte à Lily, relembrando que foi Lily quem indicou outra obra de arte que rendeu muito a ele. Lily aceita, feliz de finalmente realizar seu sonho de ter um emprego na indústria de arte, enquanto Marshall decide pedir para se tornar um juiz.
Após as separações, Barney e Robin se beijam após uma visita a um clube de strip, Robin se arrepende e Barney declara seus sentimentos por ela. Ela logo percebe que gosta realmente de Barney, porém ele começa um namoro com a colega de trabalho que Robin odeia, Patrice. Robin fica chateada quando descobre que Barney pretende pedir Patrice em casamento, quando então ela descobre que o "relacionamento" de Barney com Patrice foi inventado por Barney com a pretensão de Robin perceber seus verdadeiros sentimentos por ele. Então Barney pede Robin em casamento e ela diz que sim.
Marshall recebe o maior caso de sua vida, defendendo o poluído "Frog Lake". Seu ex-amigo, Brad, aparece enquanto Marshall saia de seu emprego, Brad finge estar pobre e desempregado. Comovido, Marshall oferece-lhe uma entrevista de emprego. Na entrevista de emprego, Brad espera todos saírem da sala para um café, e quando está a sós, rouba da sala todas as estratégias de Marshall para o caso "Frog Lake". Brad estava apenas fingindo passar por dificuldades, pois trabalha para os rivais de Marshall no caso. Marshall vence o caso, e é revelado em algum momento no futuro que Marshall vai à corte para pedir para ser um juiz. No entanto, apesar de ganhar o caso, a má publicidade faz com que a empresa de Marshall perca todos seus negócios e o trabalho de Marshall é resumido a sentar-se ao redor do escritório sem fazer nada. Quando o capitão decide se mudar para Roma, ele oferece à Lily a oportunidade de ir com ele por um ano. Depois de alguma hesitação, ela aceita com a aprovação de Marshall. No entanto, pouco antes do casamento de Barney e Robin, Marshall é informado de que foi aceita a sua candidatura para se tornar juiz. Ele não conta para Lily porque ele está de férias com sua mãe no momento, e decide contar para Lily "cara a cara".
Ted (apesar das dúvidas) começa um relacionamento com Jeannette, uma garota que ele andou depois que apareceu na capa da New York Magazine. Em pouco tempo, ele percebe que cometeu um erro e decide terminar o último relacionamento antes de conhecer a mãe de seus filhos. Ted se sente sozinho, especialmente por que ele é agora o único do grupo de amigos que está sozinho.
Durante os preparativos do casamento, Ted e Lily discutem sobre se eles deveriam contratar um DJ (escolha de Ted) ou uma banda (a escolha de Lily). No fim, Ted cede e concorda em contratar uma banda, e essa decisão mudaria a sua vida. Com as bandas favoritas indisponíveis, Ted encontra Cindy, ex-colega de quarto da futura mãe das crianças que namorou Ted, no metrô e ela recomenda a banda da sua ex-colega de quarto para tocar no casamento de Robin e Barney. Com isso, é revelado que A Mãe vai tocar baixo na banda do casamento de Barney e Robin e Ted vai encontrá-la novamente mais tarde naquela noite, na estação de trem Farhampton.
Com a aproximação do casamento, Robin sente dúvidas sobre se casar com Barney o que a faz desabafar com Ted. Isso faz com que ele perceba que ele não pode continuar perto de Barney e Robin, depois que eles se casarem (já que Marshall e Lily estão indo para Roma) e decide se mudar para Chicago, no dia após o casamento.
A temporada termina com todos indo para o casamento de Barney e Robin, enquanto a mãe dos filhos de Ted (interpretada por Cristin Milioti) é revelada ao público nos segundos finais da oitava temporada, quando ela compra um bilhete para Farhampton (onde ela acabará por encontrar Ted), segurando o guarda-chuva amarelo.

### 9.ª Temporada
O sitcom foi renovado para sua nona e última temporada. Em 16 de maio de 2013, o presidente da CBS, Nina Tassler, e o co-criador, Carter Bays, confirmaram que a temporada inteira vai contar sobre o fim de semana do casamento de Barney e Robin, e que todos os personagens irão conhecer "A Mãe" antes de Ted. Um dia depois, os produtores confirmaram que Cristin Milioti integrará o elenco durante toda a última temporada, com a série tendo a primeira adição de protagonistas após oito temporadas. Carter Bays também afirmou à Entertainment Weekly que a nona temporada será diferente de todas as outras, não podendo confundir um episódio da nona temporada, com um da oitava, por exemplo.
Com exceção do último episódio, a totalidade da nona temporada ocorre nas 56 horas que antecederam o casamento de Barney e Robin.
Marshall, que está preso em Minnesota, tenta desesperadamente encontrar uma maneira de chegar ao casamento a tempo. Enquanto isso, em Farhampton, o tempo está lentamente contando até o casamento, com um novo problema surgindo em quase todos os episódios. É revelado que Lily está grávida e que ela e Marshall terão uma filha. Também foi revelado que os filhos de Ted são nomeados como Penny e Luke. Além disso, o episódio 200 detalhou os oito anos vividos por Tracy (A Mãe) antes de conhecer Ted, enquanto os episódios posteriores dão aos espectadores um vislumbre de Ted e de Tracy juntos em cenas de flashforward. Além disso, Marshall usa seus últimos dois tapas da aposta da Estapeação de Graça; o primeiro sendo usado como um presente de desculpas por falta de jantar de ensaio, e o segundo quando Barney começa a entrar em pânico pouco antes do início da cerimônia de casamento.
No final da série, foi revelado que após três anos de casamento, Barney e Robin decidem se divorciar. Barney acaba se tornando pai de uma criança concebida através de uma ficada de uma noite. Marshall eventualmente se torna um juiz, e ele e Lily têm três filhos. A esposa de Ted, Tracy, morre de uma doença desconhecida em 2024, seis anos antes de Ted contar aos filhos a história completa de como eles se conheceram. Ao terminar a história, com a insistência de seus filhos, Ted decide pedir para Robin um encontro. Aludindo à primeira temporada, o final termina com Robin olhando pela janela do apartamento para ver um Ted na rua segurando a trombeta azul.

### Conclusão
Muitos fãs acharam o final da série um tanto "amargo", tendo lados positivos para uns, e negativos para outros. O público que não gostou do desfecho que foi relatado na série, chegou até a fazer petições na Internet afim de fazer a CBS (canal que exibia a série) a mudar seu roteiro final. Mais tarde, segundo os autores, a versão em DVD da 9ª Temporada, será lançada contendo um final alternativo.
Uma conclusão alternativa omite a história da doença. Ted e Tracy são mostrados em reunião na plataforma do trem. A cena termina com o trem que aparece na frente do casal e o guarda-chuva amarelo que flutua através da estrada. Ambos os dois finais terminam com créditos visuais.

## Produtos e curiosidades

### Livros
- The Bro Code - (O Código Bro), o livro citado muitas vezes por Barney ao longo da série, é um conjunto de regras escritas para os "Bro's" seguirem, está também publicado em formato de audiobook. Durante a série, Barney alega que o "The Bro Code" foi escrito por Barnabus Stinson, um contemporâneo de George Washington e Benjamin Franklin.
- Bro on the Go, um companheiro para o The Bro Code, lançado em 2009.
- Bro Code for Parents: What to Expect When You're Awesome, lançado em 2012.
- The Playbook - (O Manual da Conquista / O Livro de Cantadas), baseado no episódio da quinta temporada com este mesmo nome, por Barney Stinson e Matt Kuhn.
- How I Met Your Mother and Philosophy, está sob contrato com a Open Curt, foi lançado em 2013.

### Trilha sonora
A trilha sonora de How I Met Your Mother: Canções originais da série, foram lançadas digitalmente no iTunes em 24 de setembro de 2012, em uma compilação chamada How I Met Your Music.

### Easter Eggs
Easter Egg é um termo em inglês para descrever alguns elementos escondidos. Em diversos episódios, é possível perceber Easter Eggs sobre os personagens, há participações especiais que acontecem de forma quase imperceptível, além de objetos de cena fazendo alusões à mitologia do seriado. Easter Eggs Identificados
- 1ª Temporada - Episódio 9: Neste episódio é revelado o nome da mãe. Ao final do episódio, Ted conhece uma stripper que diz se chamar Amber. Logo em seguida ela diz: "na verdade, meu nome é TRACY". A cena segue então para o futuro, onde Ted diz aos filhos: "E esta, crianças, é a verdadeira história de como eu conheci a mãe de vocês". Diante da surpresa das crianças, Ted então diz tratar-se apenas de uma brincadeira. Bem, ele estava brincando quanto à pessoa, mas não quanto ao nome, conforme foi confirmado na última temporada da série!
- 1ª Temporada - Episódio 18: Um quadro negro fazendo alusão ao mistério sobre a profissão do Barney.
- 1ª Temporada - Episódio 21: Participação especial dos criadores do seriado, Carter Bays e Craig Thomas.
- 2º Temporada - Episódio 03: Primeira referência a posição em que Barney aparece em fotos.
- 2a Temporada- Episódio 07: Logo no início, se faz referência ao seriado Friends, mencionando ser melhor um bar do que uma cafeteria.
- 2ª Temporada - Episódio 16: O nome da peça do Barney aparece um folder de um dos espectadores: "Suck it Lily".
- 3ª Temporada - Episódio 02: Notícia de jornal fazendo alusão ao sonho do Marshal de Capturar a Nessie.
- 3ª Temporada - Episódio 14: Insinuação sobre Barney ter mantido relações com a apresentadora Oprah Winfrey.
- 3ª Temporada - Episódio 14: Uma das garotas que Barney enganou, ele mentiu dizendo que era Ted Mosby. Enfurecida, ela criou um web site: "Ted Mosby Is A Jerk" (Ted Mosby É Um Idiota)
- 3ª Temporada - Episódio 14: Barney faz referência sobre a natureza de seu trabalho ao mencionar ser bom em mentir e ter praticado perjúrio.
- 3ª Temporada - Episódio 14: Barney, o personagem de Neil Patrick Harris, aparece no final desse episódio escrevendo no seu blog em DOS, assim como seu antigo personagem fazia no final dos episódios de Doogie Howser, M.D, uma série dos anos 80/90. Até a música de fundo é a mesma.
- 4ª Temporada - Episódio 09: Referência ao poema Nua de Pablo Neruda, poeta preferido do Ted, no episódio intitulado Naked Man (Homem Nu, em português).
- 4ª Temporada - Episódio 11: Camisetas fazendo referências aos criadores da série, a diretora e a atriz Cobie Smulders, que interpreta a Robin.
- 4ª Temporada - Episódio 15: Na casa de sua mãe, Barney faz referência a seu papel no seriado Doogie Howser, M.D., dizendo que os atores infantis dos anos 80 eram muito melhores. O ator Neil Patrick Harris tinha 16 anos no início desse seriado, em 1989.
- 4ª Temporada - Episódio 19: Um quadro contendo as maiores pontuações no Laser Tag, só contém o nome do Barney. Alusão ao personagem ser fã assumido desse jogo.
- 4ª Temporada - Episódio 19: No jogo de basquete, se faz referência ao filme Teen Wolf (1985), onde Michael J. Fox virava um lobisomem e jogava basquete.
- 5ª Temporada - Episódio 23: Maleta insinuando que Barney já manteve relações com uma mulher acima do peso.
- 6ª Temporada - Episódio 06: Alusão ao episódio piloto.
- 6ª Temporada - Episódio 08: Notícias de jornal fazendo alusão ao Barrato, um animal inventado pelo seriado, e a Dowisetrepla, local onde Marshal e Lily moraram.
- 6º Temporada - Episódio 07: Referência ao filme The Godfather, quando Lily decapita a cabeça de um cavalo.
- 6ª Temporada - Episódio: 10 Alusão à sequencia numérica e a ilha da série Lost.
- 6ª Temporada - Episódio 13: Contagem regressiva escondida no episódio.
- 6ª Temporada - Episódio 23: Um pião rodando na mão da mãe de Ted, durante um sonho com Barney, fazendo uma referência ao filme Inception.
- 7ª Temporada - Episódio 06: Participação especial dos filhos do ator Neil Patrick Harris, que interpreta o Barney.
- 7ª Temporada - Episódio 14: Alusão ao tempo que se leva de Long Island a Nova York, mencionado no episódio 46 Minutes (46 Minutos, em português).
- 7ª Temporada - Episódio 17: Participação especial do apresentador Conan O'brien.
- 7ª Temporada - Episódio 17: Alusão ao 3º filme de The Wedding Bride
- 7ª Temporada - Episódio 22: Cerveja fazendo alusão ao personagem Randy Wharmpess.
- 7ª Temporada - Episódio 22: Alusão a continuação do filme The Wedding Bride.
- 8ª Temporada - Episódio 24: Alusão aos filmes infantis da Pixar.
- 9ª Temporada - Episódio 12: Aparece um casal conversando ao fundo, depois mostra o homem pedindo a mulher em casamento, depois ela grávida, o filho já grande com uma beca de faculdade e finaliza com a mulher chorando sobre as cinzas do marido. Uma espécie de piada e, ao mesmo tempo, spoiler do fim da série.

## Prêmios e nomeações
A sitcom já foi nomeada para vários prêmios, incluindo uma indicação ao Emmy para "Melhor Série de Comédia", vencido por 30 Rock. Os protagonistas Alyson Hannigan e Neil Patrick Harris, tem maior destaque em premiações, ambos já venceram a premiação do People's Choice Awards. Neil Patrick Harris também já recebeu indicação ao Emmy e também ao Globo de Ouro. As categorias de Direção de Arte, Edição e Fotografia também já foram premiadas.
| Ano  | Prêmio                           | Categoria                                                                     | Concorrentes(s)              | Resultado |
| ---- | -------------------------------- | ----------------------------------------------------------------------------- | ---------------------------- | --------- |
| 2006 | Emmy Awards                      | Melhor edição de arte de séries multicâmera                                   | How I Met Your Mother        | Venceu    |
| 2006 | Emmy Awards                      | Melhor cinematografia de séries multicâmera                                   | How I Met Your Mother        | Venceu    |
| 2006 | People's Choice Awards           | Nova comédia televisiva favorita                                              | How I Met Your Mother        | Indicado  |
| 2006 | ALMA Award                       | Melhor roteiro de drama ou comédia na televisão                               | Gloria Calderon Kellett      | Indicado  |
| 2006 | Art Directors Guild              | Melhor série de televisão multicâmera                                         | How I Met Your Mother        | Indicado  |
| 2006 | Casting Society of America, USA  | Melhor piloto de comédia lançado                                              | How I Met Your Mother        | Indicado  |
| 2007 | Emmy Awards                      | Melhor edição de arte de séries multicâmera                                   | How I Met Your Mother        | Venceu    |
| 2007 | Emmy Awards                      | Melhor edição de fotografias multicâmera                                      | How I Met Your Mother        | Indicado  |
| 2007 | Emmy Awards                      | Melhor ator coadjuvante em série de comédia                                   | Neil Patrick Harris          | Indicado  |
| 2007 | Teen Choice Awards               | Ator de TV favorito: Comédia                                                  | Neil Patrick Harris          | Indicado  |
| 2007 | Art Directors Guild              | Melhor episódio de séries multicâmera                                         | How I Met Your Mother        | Indicado  |
| 2007 | GLAAD Media Awards               | Melhor episódio de séries de TV                                               | How I Met Your Mother        | Indicado  |
| 2008 | Emmy Awards                      | Melhor edição de arte de séries multicâmera                                   | How I Met Your Mother        | Venceu    |
| 2008 | Emmy Awards                      | Melhor ator coadjuvante em séries de comédia                                  | Neil Patrick Harris          | Indicado  |
| 2008 | People's Choice Awards           | Cena favorita com participação especial de uma estrela                        | Neil Patrick Harris          | Indicado  |
| 2008 | Teen Choice Awards               | Melhor série de TV: Comédia                                                   | How I Met Your Mother        | Indicado  |
| 2008 | Teen Choice Awards               | Melhor ator de TV: Comédia                                                    | Neil Patrick Harris          | Indicado  |
| 2008 | ALMA Awards                      | Melhor escritor(a) de séries de TV                                            | Gloria Calderon Kellett      | Venceu    |
| 2008 | Art Directors Guild              | Melhor episódio de séries multicâmera                                         | How I Met Your Mother        | Indicado  |
| 2009 | Emmy Awards                      | Melhor série de comédia                                                       | How I Met Your Mother        | Indicado  |
| 2009 | Emmy Awards                      | Melhor ator coadjuvante em séries de comédia                                  | Neil Patrick Harris          | Indicado  |
| 2009 | Emmy Awards                      | Melhor direção de arte em séries multicâmera                                  | How I Met Your Mother        | Venceu    |
| 2009 | Emmy Awards                      | Melhor edição de fotografia em séries de comédia                              | How I Met Your Mother        | Indicado  |
| 2009 | Golden Globe Awards              | Melhor performance de um ator coadjuvante                                     | Neil Patrick Harris          | Indicado  |
| 2009 | People's Choice Awards           | Cena favorita com participação especial de uma estrela                        | Britney Spears               | Indicado  |
| 2009 | TCA Awards                       | Comédia de maior sucesso                                                      | How I Met Your Mother        | Indicado  |
| 2009 | TCA Awards                       | Atuação individual de maior sucesso                                           | Neil Patrick Harris          | Indicado  |
| 2009 | Art Directors Guild              | Melhor episódio de séries multicâmera                                         | How I Met Your Mother        | Indicado  |
| 2009 | Satellite Awards                 | Melhor série de televisão, comédia ou musical                                 | How I Met Your Mother        | Indicado  |
| 2009 | Satellite Awards                 | Melhor ator coadjuvante em série, minissérie ou filme feito para televisão    | Neil Patrick Harris          | Indicado  |
| 2010 | Golden Globe Awards              | Melhor performance de um ator coadjuvante                                     | Neil Patrick Harris          | Indicado  |
| 2010 | People's Choice Awards           | Atriz de comédia favorita na TV                                               | Alyson Hannigan              | Venceu    |
| 2010 | Emmy Awards                      | Melhor ator coadjuvante em séries de comédia                                  | Neil Patrick Harris          | Indicado  |
| 2010 | Emmy Awards                      | Melhor música e letra original                                                | Nothing Suits Me Like a Suit | Indicado  |
| 2010 | Emmy Awards                      | Melhor direção de arte em séries multicâmera                                  | How I Met Your Mother        | Indicado  |
| 2010 | Emmy Awards                      | Melhor penteado para uma série ou especial multicâmera                        | How I Met Your Mother        | Indicado  |
| 2010 | Art Directors Guild              | Melhor episódio de séries multicâmera                                         | How I Met Your Mother        | Indicado  |
| 2010 | Prism Awards                     | Performance em série de comédia                                               | Neil Patrick Harris          | Indicado  |
| 2010 | Satellite Awards                 | Melhor ator coadjuvante em série, minissérie ou filme feito para televisão    | Neil Patrick Harris          | Indicado  |
| 2011 | People's Choice Awards           | Atriz de comédia favorita                                                     | Alyson Hannigan              | Indicado  |
| 2011 | People's Choice Awards           | Ator de comédia favorito                                                      | Neil Patrick Harris          | Venceu    |
| 2011 | People's Choice Awards           | Comédia favorita na TV                                                        | How I Met Your Mother        | Indicado  |
| 2011 | Critics' Choice Television Award | Melhor ator coadjuvante em séries de comédia                                  | Neil Patrick Harris          | Venceu    |
| 2011 | Emmy Awards                      | Melhor edição de fotografia em séries de comédia (seja single ou multicâmera) | How I Met Your Mother        | Venceu    |
| 2011 | Emmy Awards                      | Melhor edição de arte em séries multicâmera                                   | How I Met Your Mother        | Indicado  |
| 2011 | Emmy Awards                      | Melhor direção de séries de comédia                                           | How I Met Your Mother        | Indicado  |
| 2011 | Emmy Awards                      | Melhor maquiagem para uma série ou especial multicâmera (não protética)       | How I Met Your Mother        | Indicado  |
| 2011 | Emmy Awards                      | Melhor cinematografia de séries de comédia                                    | How I Met Your Mother        | Indicado  |
| 2011 | Art Directors Guild              | Melhor episódio de séries multicâmera                                         | How I Met Your Mother        | Indicado  |
| 2011 | Satellite Awards                 | Melhor ator coadjuvante em série, minissérie ou filme feito para televisão    | Neil Patrick Harris          | Indicado  |
| 2011 | Young Artist Awards              | Melhor Performance em Série de TV - Ator convidado, ator jovem teen e demais  | Riley Thomas Stewart         | Indicado  |
| 2012 | People's Choice Awards           | Comédia favorita na TV                                                        | How I Met Your Mother        | Venceu    |
| 2012 | People's Choice Awards           | Ator de comédia favorito                                                      | Neil Patrick Harris          | Venceu    |
| 2012 | People's Choice Awards           | Participação de estrela favorita                                              | Katy Perry                   | Venceu    |
| 2012 | Teen Choice Awards               | Melhor ator de comédia                                                        | Neil Patrick Harris          | Indicado  |
| 2012 | People's Choice Award            | Atriz de comédia favorita                                                     | Alyson Hannigan              | Venceu    |
| 2012 | Art Directors Guild              | Melhor episódio de séries multicâmera                                         | How I Met Your Mother        | Indicado  |
| 2012 | Emmy Awards                      | Melhor edição de fotografia de séries de comédia multicâmera                  | How I Met Your Mother        | Venceu    |
| 2012 | Emmy Awards                      | Melhor maquiagem para uma série ou especial multicâmera (não protética)       | How I Met Your Mother        | Indicado  |
| 2012 | Emmy Awards                      | Melhor cinematografia de séries multicâmera                                   | How I Met Your Mother        | Indicado  |
| 2012 | Emmy Awards                      | Melhor direção de arte de séries multicâmera                                  | How I Met Your Mother        | Indicado  |
| 2013 | People's Choice Awards           | Melhor Ator de Comédia                                                        | Neil Patrick Harris          | Indicado  |
| 2013 | People's Choice Awards           | Comédia favorita na TV                                                        | How I Met Your Mother        | Indicado  |
| 2013 | People's Choice Awards           | Amizade entre homens favorita da TV                                           | "Ted, Marshall & Barney"     | Indicado  |
| 2013 | People's Choice Awards           | Amizade entre mulheres favorita da TV                                         | "Lily & Robin"               | Indicado  |

## Coleção em DVD
Atualmente a coleção em DVD da série não foi lançada ainda no Brasil. Em Portugal (Região 2, com legendas em português), a 1ª temporada foi lançada em abril de 2009, a 2ª em setembro de 2009, a 3ª em dezembro de 2009 e a 4ª em março de 2010. As datas de lançamentos seguintes são da Região 1 (América do Norte). Os episódios da 1ª até a 9ª temporada já estão disponíveis «no Netflix» [ligação inativa].
| Temporada                   | Data de lançamento     | Número de episódios |
| --------------------------- | ---------------------- | ------------------- |
| Primeira temporada completa | 21 de novembro de 2006 | 22                  |
| Segunda temporada completa  | 2 de outubro de 2007   | 22                  |
| Terceira temporada completa | 7 de outubro de 2008   | 20                  |
| Quarta temporada completa   | 29 de setembro de 2009 | 24                  |
| Quinta temporada completa   | 21 de setembro de 2010 | 24                  |
| Sexta temporada completa    | 28 de setembro de 2011 | 24                  |
| Sétima temporada completa   | 16 de maio de 2012     | 24                  |
| Oitava temporada completa   | 1 de outubro de 2013   | 24                  |
| Nona temporada completa     | 23 de setembro de 2014 | 24                  |